# Mucor
Mucor é um gênero de células esféricas que contam com cerca de 3000 espécies de bolores geralmente encontrados no solo, sistemas digestivos, superfícies de plantas, grãos e material vegetal em decomposição.

## Descrição
As colónias dos fungos deste género são tipicamente de cor branca a bege ou cinza com crescimento rápido. Quando em meios de cultura elas podem atingir vários centímetros de altura. Colónias mais antigas tornam-se cinzentas a acastanhadas devido ao desenvolvimento de esporos.
Os esporangióforos de Mucor podem ser simples ou ramificados e formam esporângios globulares apicais suportados e elevados por uma columela. As espécies de Mucor diferenciam-se dos bolores dos géneros Absidia, Rhizomucor, e Rhizopus pela forma e inserção da columela, e por não terem rizóides. Algumas espécies de Mucor produzem clamidiósporos.
Deterioram produtos cárneos congelados, frutas e hortaliças.

## Reprodução
Durante a reprodução assexuada, formam-se esporangióforos hifais erectos. A ponta do esporangióforo incha formando um esporângio globoso que contém esporangiósporos haploides mononucleados. Uma extensão do esporangióforo chamada columela, penetra o esporângio. As paredes do esporângio são facilmente rompidas libertando os esporos, os quais prontamente germinam formando um novo micélio em substratos apropriados.
Durante a reprodução sexuada, estirpes compatíveis formam hifas curtas e especializadas chamadas gametângios. No ponto onde dois gametângios complementares se fundem, desenvolve-se um zigosporângio esférico com paredes espessas, o qual tipicamente contém um único zigósporo. Nos zigósporos, que se crê serem de longa duração e resistentes a condições adversas, ocorre cariogamia nuclear e meiose (recombinação sexual). Os zigósporos podem germinar formando hifas ou um esporângio. Mucor inclui tanto espécies homotálicas como heterotálicas.

## Relevância clínica
A maioria das espécies de Mucor são incapazes de infectar humanos e animais endotérmicos devido à sua incapacidade de se desenvolverem em ambientes com temperaturas próximas de 37 °C. Espécies termotolerantes como Mucor indicus causam por vezes infecções oportunistas, necrotizantes e de disseminação rápida, conhecidas como zigomicoses.